# 麻倉まりな
麻倉 まりな（あさくら まりな、1992年4月20日 - ）は、日本のグラビアアイドル、シンガーソングライター。ディアーズ所属。東京都出身。

## 経歴
現役女子大生だった2015年に1stDVD『純愛大学物語』に出演して本格的にグラビア活動をスタート。
2016年1月、「ミス東スポ2016」で特別賞を受賞した。
2020年1月31日に自身のYouTubeチャンネル『麻倉まりな Official YouTube Channel』を開設。そちらのチャンネルでは音楽活動・LIVE配信などがメインの投稿として多く投稿されている。その後、グラビアや個人などの動画がメインとなる自身2本目のチャンネル『麻倉まりなTV』を開設している。こちらでは実写・グラビアなどの映像投稿が主になっている。
2020年6月、『麻倉まりなTVファンクラブ』設立。
2021年、フジテレビONE・フジテレビNEXT「あなたと温泉に行ったら…」の2021年度温泉神12女優主演シリーズ「12湯美神（じゅうに･ゆびじん）」の9月を担当。
2022年7月、自身初となる写真集が同年9月に発売されることが決定し、自身のTwitter（現・X）にて写真集連動企画として写真集のタイトル募集が行われた。

## 人物
- 趣味：ギター、歌、一人で飲み歩き[1]。
- 特技：歌うこと、炭火で串焼きを美味しく焼くこと[1]。
- 公式プロフィールでは、カップサイズが「Gカップ」となっているが、2022年現在は「Iカップ」にサイズアップしている[2]。
- グラビア活動と共にシンガーソングライターとしても活動を行っている[9]。
- グラビア活動と並行して、2015年10月にオープンした新橋の居酒屋で店長として3年半勤めていたが[10][11]、現在は退職している[12]。

## 作品

### イメージビデオ
太字はブルーレイ同時発売
- 純愛大学物語（2015年2月20日、イーネット・フロンティア）[13]
- キュート!（2015年6月19日、竹書房）
- きみのまりな（2017年3月17日、グラビジョン）
- 麻倉まりな「混浴気分vol.27」（2018年8月30日、オルスタックソフト販売）[14]
- 恋君（2019年8月23日、竹書房）[15]
- Forbidden love（2019年12月20日、フェイス）[16][17]
- 麻倉まりな「混浴気分～まりなと混浴しちゃうスペシャル～」（2020年3月30日、オルスタックソフト販売）[18]
- 熱帯雨林（2020年6月26日、竹書房）[19]
- 濡れる（2020年9月17日、ギルド）[20]
- 君はもう一人じゃない (2020年12月21日、男気屋)[21]
- Lantana ～ランタナ～(2021年3月28日、High Grade)
- 誘惑光線（2021年6月25日、竹書房）[22]
- 愛のマリーナ、愛のマリーナ 番外編[23](2021年9月28日、High Grade[24]) ※ 番外編はBDのみ
- Dolce～優しい人、Dolce～優しい人 番外編(2021年12月31日、High Grade) ※ 番外編はBDのみ
- 運命の前兆（2022年3月24日、男気屋)
- まりな熱愛（2022年6月24日、竹書房）[25]
- ∞ (2022年9月28日、Superlative)
- まりな〜湯 (2022年12月31日、High Grade)[26]
- Passion（2023年3月31日、High Grade）
- 先生、大好きだよ!（2023年6月30日、High Grade）
- ひとりじめ。（2023年9月30日、High Grade）
- invincible（2023年12月28日、oldman par）
- まりなの休日（2024年3月31日、High Grade）
- どっちの『まりな』が好きですか?（2024年6月30日、High Grade）
- まりなをレンタルしませんか?（2024年9月30日、High Grade）
- 麻倉まりながキャンピングカーに乗ってファンに会いに行きます!!（2024年12月31日、High Grade）
- impulse（2025年3月25日、 アースダイバー）
- 病院で…しちゃっても大丈夫ですか?（2025年6月30日、High Grade）
- 誘惑温泉（2025年9月30日予定、High Grade）

### VRイメージビデオ
- 【VR】act1 apartment Days！
- 【VR】act2 apartment Days！[27]
- 【VR】act1 いつもと違う場所で
- 【VR】act2 いつもと違う場所で
- 麻倉まりなVR-01
- 麻倉まりな＆星那美月VR-02[28]

### デジタル作品（画像/動画）
- V-ZONE 麻倉まりな(1)～(6) [29][30]
- レースクイーンフェチ#073[31]
- オフィスレディフェチ#009[32]
- レースクイーンフェチ #108＆#109(静止画画像版・ムービー1～4)[33][34]
- レースクイーンフェチ#122[35]
- れいむ vol.01〜vol.04（2022年10月14日、ジーウォーク 撮影：太田清隆）
- れいむ 2nd vol.01〜vol.04（2024年2月2日、ジーウォーク 撮影：天野功）

## ディスコグラフィ
- 麻倉まりな 1st mini album [36]
- 冬花火 [37]

### 公式MV
- Love You [38][39]
- Summer Like [40]

## 写真集

### 電子写真集
- SAMURAGOCHI グラビア: DANCE DANCE 2
- SAMURAGOCHI グラビア: MACD
- SAMURAGOCHI グラビア: MACD5
- 10人10エロ。「麻倉まりな」[41]
- 「オトナなワタシの魅力」 ギルドデジタル写真集
- 部屋とYシャツとまりな（2024年6月14日）[42]
- 欲情旅行（2024年9月12日）

### 写真集
- グラドルとペット[43][44]
- infinity（2022年9月26日、ジーウォーク、撮影：太田清隆）ISBN 978-4867174784
- Invincible －インヴィンシブル－（2023年12月25日、ジーウォーク、撮影：天野功）ISBN 978-4867176597
- 君はもう一人じゃない（2024年10月11日、PAD）※電子版もアリ
- impulse/衝動（2025年3月25日予定、アースダイバー）

## 出演

### テレビ
- 食の軍師  第4話（2015年4月、TOKYO MX）
- あなたと温泉に行ったら…（フジテレビONE・フジテレビNEXT）
  - #37-38 いわき湯本温泉編 前篇・後篇（初回放送日：2020年10月28日）[45]
  - #81-82 畑毛温泉編 前篇・後篇（初回放送日：2021年9月27日）[7]
  - #83-84 より道の湯温泉編 前篇・後篇（初回放送日：2021年9月28日）[7]
- 家トレはじめました！ 第5話・第6話（2021年7月・8月、DanceChannel）[46]

### ネット配信
- ニコニコ生放送 麻倉まりなのシャケなべいべえ（2014年4月 - 2014年10月）
- ニコニコジョッキー てっちゃんの歌い手バンバンザイ（2015年4月 - 2015年8月） - 準レギュラー
- 指原莉乃＆ブラマヨの恋するサイテー男総選挙（2018年2月27日、AbemaTV）[47]

### インターネットラジオ
- 池袋FM 麻倉まりなとまったり～な（2023年1月7日～） ‐ 毎月第1、第3土曜日放送[48][49]

### オリジナルビデオ
- 超装忍バードソルジャー（2018年8月24日、ZENピクチャーズ） - 超装忍バードソルジャー/飛場真純 役

### CM
- デオボール ロート製薬

### ドラマ
- 父をたずねて三千万(2021年6月～、千葉テレビ[ドルアニ2、ドラマパート内で放映]) - 三橋千鶴香 役[50]

### 雑誌
- 週刊プレイボーイ（2015年3月、集英社）
- 週刊現代（2015年5月、講談社）
- サイゾー（2016年、株式会社サイゾー）
- 実話BUNKAタブー 2019年11月号（コアマガジン）
- 実話BUNKAタブー 2020年6月号（コアマガジン）
- 月刊キスカ 2020年7月号（竹書房）

### その他
- 東京ボーイズコレクション（2016年3月、国立代々木競技場） - ランウェイモデル
- ミス東スポ（2016年特別賞受賞）